# 265 ق م
265 ق م أو 265 قبل الميلاد هي سنة من العقد 26 ق م في التقويم اليولياني البروليبتي (التقويم الميلادي). تسبقها سنة 266 ق م وتليها سنة 264 ق م.

## أحداث
- الملك المقدوني أنتيجونوس الثاني يهزم ويقتل ملك إسبرطة أريوس الأول بالقرب من كورينث، وبعد ذلك يحاصر أثينا.[5]
- أكروتاتوس الثاني يخلف والده أريوس الأول كملك على إسبرطة.[6]
- مدينة فولسيني الأترورية تخضع للسيطرة الرومانية.
- تم تصميم لولب أرخميدس لرفع المياه من قبل عالم الرياضيات اليوناني أرخميدس.

## مواليد
- جايوس فلامينيوس نيبوس
- سكيبيو الأصلع
- سلوقس الثاني
- أجيس الرابع

## وفيات
- أليكسينوس فيلسوف اليوناني.
- أريوس الأول ملك أسبارطة.[5]
- فابيوس ماكسيموس قنصل روماني.[7]

## كتب
- Yves Denis Papin (1998). Chronologie de l'histoire ancienne. Lieu de publication non identifié: Éditions Jean-paul Gisserot. ISBN:2-87747-346-5. OCLC:40746926. مؤرشف من الأصل في 2022-03-16.
- أحمد محمد عوف (2000)، موسوعة حضارة العالم، QID:Q12246226

## وصلات خارجية
- صفحة السنة على موقع onthisday.com
- سنة 265 ق م على موقع المكتبة الوطنية الفرنسية